# Irene Comneno Ducas
Irene Comneno Ducas (in greco Ειρήνη Κομνηνή Δούκαινα?, in bulgaro Ирина Комнина Дукина?; fl. XIII secolo) è stata imperatrice di Bulgaria durante il Secondo Impero bulgaro e principessa bizantina. Fu la terza moglie dello zar Ivan Asen II di Bulgaria. Era la madre dello zar Michele II Asen di Bulgaria.

## Biografia
Irene era figlia del despotēs Teodoro Comneno Ducas, sovrano dell'Epiro, e di Maria Petralife (sorella del sebastokratōr Giovanni Petralife). Nel 1230 Irene e la sua famiglia furono catturati dalle truppe dello zar Ivan Asen II di Bulgaria nella battaglia di Klokotnitsa e furono portati a Tarnovo, dove Irene crebbe nel palazzo. Irene divenne famosa per la sua bellezza e lo zar vedovo si innamorò di lei. Si sposarono nel 1237. Secondo un autore bizantino, Ivan Asen II amava Irene "non meno di quanto Antonio amasse Cleopatra", e potrebbe essere stata la sua amante per alcuni anni prima del loro matrimonio nel 1237. Sposando Irene, Ivan Asen II avrebbe infranto il Diritto canonico, poiché sua figlia, Maria Asanina Comnena, nata dal matrimonio con Anna (Anisia), era sposata con lo zio di Irene, Manuele di Tessalonica. Ci sono alcune testimonianze che la Chiesa bulgara si oppose al matrimonio e che un patriarca (chiamato Spiridon o Vissarion) fu deposto o giustiziato dallo zar irato.
Irene e Ivan Asen II ebbero tre figli:
- Anna (o Teodora), che sposò il sebastokratōr Pietro prima del 1253.
- Maria, che sposò Mico Asen, che succedette come imperatore di Bulgaria 1256-1257.
- Michele Asen I, che succedette come imperatore di Bulgaria (1246-1256).

Nel 1241 Ivan Asen II morì e gli succedette Kaliman I di Bulgaria, figlio della seconda moglie Anna Maria d'Ungheria. Kaliman I fu avvelenato nel 1246 e il trono passò a Michele Asen I, figlio di Irene. Secondo una teoria Irene avrebbe avvelenato il figliastro per assicurare il trono a Michele II. Si presume che Irene abbia assunto il governo come zarina reggente perché suo figlio era ancora un bambino quando salì al trono, ma ci sono poche prove a sostegno di questa ipotesi.
Irene si ritirò in un monastero con il nome monastico di Xenia. Dopo la morte del figlio, nel 1256, fu espulsa dalla Bulgaria e trascorse il resto della sua vita nelle terre della sua famiglia nei dintorni di Salonicco.

## Ascendenza
|                       |   |                 | Genitori          |  |  | Nonni |  |  | Bisnonni          |  |  | Trisnonni |  |
|                       |   |                 |                   |  |  |       |  |  | Costantino Angelo |  |  | …         |  |
|                       |   |                 |                   |  |  |       |  |  | Costantino Angelo |  |  | …         |  |
|                       |   | …               |                   |  |  |       |  |  | Costantino Angelo |  |  |           |  |
| Giovanni Ducas        |   |                 |                   |  |  |       |  |  | Costantino Angelo |  |  |           |  |
|                       |   | Teodora Comnena | Alessio I Comneno |  |  |       |  |  |                   |  |  |           |  |
|                       |   | Teodora Comnena | Alessio I Comneno |  |  |       |  |  |                   |  |  |           |  |
|                       |   | Teodora Comnena | Irene Ducaena     |  |  |       |  |  |                   |  |  |           |  |
| Teodoro Comneno Ducas |   | Teodora Comnena |                   |  |  |       |  |  |                   |  |  |           |  |
|                       |   | …               | …                 |  |  |       |  |  |                   |  |  |           |  |
|                       |   | …               | …                 |  |  |       |  |  |                   |  |  |           |  |
|                       |   | …               | …                 |  |  |       |  |  |                   |  |  |           |  |
| Zoe Ducas (?)         |   | …               |                   |  |  |       |  |  |                   |  |  |           |  |
|                       |   | …               | …                 |  |  |       |  |  |                   |  |  |           |  |
|                       |   | …               | …                 |  |  |       |  |  |                   |  |  |           |  |
|                       |   | …               | …                 |  |  |       |  |  |                   |  |  |           |  |
| Irene Comnena Ducas   |   | …               |                   |  |  |       |  |  |                   |  |  |           |  |
|                       | … | …               |                   |  |  |       |  |  |                   |  |  |           |  |
|                       | … | …               |                   |  |  |       |  |  |                   |  |  |           |  |
|                       | … | …               |                   |  |  |       |  |  |                   |  |  |           |  |
| …                     | … |                 |                   |  |  |       |  |  |                   |  |  |           |  |
|                       |   | …               | …                 |  |  |       |  |  |                   |  |  |           |  |
|                       |   | …               | …                 |  |  |       |  |  |                   |  |  |           |  |
|                       |   | …               | …                 |  |  |       |  |  |                   |  |  |           |  |
| Maria Petralife       |   | …               |                   |  |  |       |  |  |                   |  |  |           |  |
|                       |   | …               | …                 |  |  |       |  |  |                   |  |  |           |  |
|                       |   | …               | …                 |  |  |       |  |  |                   |  |  |           |  |
|                       |   | …               | …                 |  |  |       |  |  |                   |  |  |           |  |
| …                     |   | …               |                   |  |  |       |  |  |                   |  |  |           |  |
|                       |   | …               | …                 |  |  |       |  |  |                   |  |  |           |  |
|                       |   | …               | …                 |  |  |       |  |  |                   |  |  |           |  |
|                       |   | …               | …                 |  |  |       |  |  |                   |  |  |           |  |
|                       |   | …               |                   |  |  |       |  |  |                   |  |  |           |  |